# Diemaco
Diemaco was een Canadese wapenfabrikant die ook veel wapens onder licentie bouwde. De naam van het bedrijf is een samentreksel van Die's Making Company.
Op 20 mei 2005 werd Diemaco overgenomen door Colt, het bedrijf ging daarna verder als Colt Canada Corporation.
Onder licentie van Colt worden de Diemaco C7 en Diemaco C8 gefabriceerd. Deze wapens zijn afgeleid van de M16, die op zijn beurt weer is afgeleid van de ArmaLite AR15. De Diemaco C7 en de Diemaco C8 worden in de Nederlandse krijgsmacht gebruikt als opvolgers van de FN FAL en de Uzi. In de Diemaco passen M16 patroonhouders. Standaard kunnen 30 patronen in de patroonhouder. Wanneer de trekker eenmaal wordt overgehaald, komen er naar keuze 1 of 3 projectielen uit. De Diemaco is daarmee een semiautomatisch of vol-automatisch schoudervuurwapen. De Diemaco is 1 m lang en het geladen gewicht bedraagt 3,92 kg. Het wapen heeft onder optimale omstandigheden een effectieve dracht van 300 meter met mechanisch vizier. Hier moet de schutter wel goed voor geoefend zijn.
De Diemaco kan uitgerust worden met een 40 mm afvuurinrichting, de zogenaamde underslung granaatwerper en werd voor de Oorlog in Afghanistan regelmatig uitgerust met de zogeheten aimpoint of onepoint. 